# عمر أباد (تشابهار)
عمر أباد (بالفارسية: عمرآباد) هي قرية تقع في منطقة بولان في إيران. يقدر عدد سكانها بـ 37 نسمة بحسب إحصاء 2016.